# Chile az 1988. évi nyári olimpiai játékokon
Chile a dél-koreai Szöulban megrendezett 1988. évi nyári olimpiai játékok egyik részt vevő nemzete volt. Az országot az olimpián 5 sportágban 27 sportoló képviselte, akik összesen 1 érmet szereztek.

## Érmesek
| Érem  | Versenyző              | Sportág       | Versenyszám |
| ----- | ---------------------- | ------------- | ----------- |
| Ezüst | Alfonso de Iruarrízaga | Sportlövészet | Skeet       |

## Asztalitenisz
Férfi
| Versenyző                 | Versenyszám | Csoportkör | Csoportkör | Nyolcaddöntő      | Negyeddöntő       | Elődöntő          | Döntő             | Helyezés |
| Versenyző                 | Versenyszám | Ellenfél Eredmény | Hely.      | Ellenfél Eredmény | Ellenfél Eredmény | Ellenfél Eredmény | Ellenfél Eredmény | Helyezés |
| ------------------------- | ----------- | --- | ---------- | ----------------- | ----------------- | ----------------- | ----------------- | -------- |
| Jorge Gambra              | Egyes       | E csoport · Jörgen Persson (SWE) · 0:3 · Szaitó Kijosi (JPN) · 0:3 · Kamlesh Mehta (IND) · 0:3 · Mariano Domuszcsiev (BUL) · 2:3 · Piotr Molenda (POL) · 1:3 · Sherif El-Saket (EGY) · 3:0 · Kim Van (Kim Wan) (KOR) · 1:3 | 7.         | kiesett           | kiesett           | kiesett           | kiesett           | 49.      |
| Marcos Núñez              | Egyes       | H csoport · Ono Szeidzsi (JPN) · 0:3 · Liu Fuk Man (HKG) · 0:3 · Kim Van (Kim Wan) (KOR) · 0:3 · Andrej Mazunov (URS) · 0:3 · Massimo Costantini (ITA) · 0:3 · Garfield Jones (JAM) · 3:1 · Ilija Lupulesku (YUG) · 0:3 | 7.         | kiesett           | kiesett           | kiesett           | kiesett           | 49.      |
| Jorge Gambra Marcos Núñez | Páros       | D csoport · Lengyelország (POL) · Andrzej Grubba · Leszek Kucharski · 0:2 · NSZK (FRG) · Jörg Roßkopf · Steffen Fetzner · 0:2 · Japán (JPN) · Szaitó Kijosi · Vatanabe Takehiro · 0:2 · Brazília (BRA) · Carlos Kawai · Cláudio Kano · 0:2 · Hongkong (HKG) · Lou Chűn-szung (Lo Chuen Tsung) · Vong Vong Ju · 0:2 · Nigéria (NGR) · Fatai Adeyemo · Yomi Bankole · 2:1 · Dél-Korea (KOR) · An Dzsehjong (An Jae-Hyeong) · Ju Namgju (Yu Nam-Gyu) · 0:2 | 7.         |                   | kiesett           | kiesett           | kiesett           | 25.      |

Női
| Versenyző       | Versenyszám | Csoportkör | Csoportkör | Nyolcaddöntő      | Negyeddöntő       | Elődöntő          | Döntő             | Helyezés |
| Versenyző       | Versenyszám | Ellenfél Eredmény | Hely.      | Ellenfél Eredmény | Ellenfél Eredmény | Ellenfél Eredmény | Ellenfél Eredmény | Helyezés |
| --------------- | ----------- | --- | ---------- | ----------------- | ----------------- | ----------------- | ----------------- | -------- |
| Jacqueline Díaz | Egyes       | H csoport · Olga Nemes (FRG) · 0:3 · Mirjam Hooman-Kloppenburg (NED) · 0:3 · Bátorfi Csilla (HUN) · 0:3 · Iyabo Akanmu (NGR) · 3:1 · Hong Cshaok (Hong Cha-Ok) (KOR) · 0:3 | 5.         | kiesett           | kiesett           | kiesett           | kiesett           | 33.      |

## Atlétika
Férfi
| Versenyző     | Versenyszám    | Előfutam      | Előfutam      | Előfutam      | Negyeddöntő | Negyeddöntő | Negyeddöntő | Elődöntő | Elődöntő | Elődöntő | Döntő         | Döntő         |
| Versenyző     | Versenyszám    | Idő           | Hely.         | Össz.         | Idő         | Hely.       | Össz.       | Idő      | Hely.    | Össz.    | Idő           | Helyezés      |
| ------------- | -------------- | ------------- | ------------- | ------------- | ----------- | ----------- | ----------- | -------- | -------- | -------- | ------------- | ------------- |
| Carlos Moreno | 100 m          | 10,70         | 3.            | 56.**         | kiesett     | kiesett     | kiesett     | kiesett  | kiesett  | kiesett  | kiesett       | kiesett       |
| Carlos Moreno | 200 m          | 22,13         | 5.            | 59.           | kiesett     | kiesett     | kiesett     | kiesett  | kiesett  | kiesett  | kiesett       | kiesett       |
| Pablo Squella | 800 m          | 1:48,99       | 2.            | 31.           | 1:46,45     | 5.          | 11.         | kiesett  | kiesett  | kiesett  | kiesett       | kiesett       |
| Omar Aguilar  | Maraton        |               |               |               |             |             |             |          |          |          | nem ért célba | nem ért célba |
| Emilio Ulloa  | 3000 m akadály | nem ért célba | nem ért célba | nem ért célba |             |             |             | kiesett  | kiesett  | kiesett  | kiesett       | kiesett       |

| Versenyző | Versenyszám | Selejtező                     | Selejtező | Döntő    | Döntő    |
| Versenyző | Versenyszám | Eredmény                      | Helyezés  | Eredmény | Helyezés |
| --------- | ----------- | ----------------------------- | --------- | -------- | -------- |
| Gert Weil | Súlylökés   | 20,18 m (holtverseny) 19,59 m | 7.        | 20,38 m  | 6.       |

** - két másik versenyzővel azonos eredményt ért el

## Evezés
Férfi
| Versenyző                     | Versenyszám  | Előfutam | Előfutam | Vigaszág | Vigaszág | Elődöntő | Elődöntő | Döntő   | Döntő   | Döntő   | Helyezés |
| Versenyző                     | Versenyszám  | Idő      | Hely.    | Idő      | Hely.    | Idő      | Hely.    | Típus   | Idő     | Hely.   | Helyezés |
| ----------------------------- | ------------ | -------- | -------- | -------- | -------- | -------- | -------- | ------- | ------- | ------- | -------- |
| Alejandro Rojas Marcelo Rojas | Kétpárevezős | 6:33,23  | 5.       | 6:48,72  | 4.       | kiesett  | kiesett  | kiesett | kiesett | kiesett | kiesett  |

## Öttusa
| Versenyző                                         | Versenyszám | Lovaglás | Lovaglás | Lovaglás | Vívás    | Vívás | Vívás | Úszás   | Úszás | Úszás | Lövészet | Lövészet | Lövészet | Futás    | Futás | Futás | Összesen    | Összesen |
| Versenyző                                         | Versenyszám | Idő      | Pont     | Hely.    | Pontszám | Pont  | Hely. | Idő     | Pont  | Hely. | Eredmény | Pont     | Hely.    | Idő      | Pont  | Hely. | Összes pont | Helyezés |
| ------------------------------------------------- | ----------- | -------- | -------- | -------- | -------- | ----- | ----- | ------- | ----- | ----- | -------- | -------- | -------- | -------- | ----- | ----- | ----------- | -------- |
| Julio Fuentes                                     | Egyéni      | 2:01,41  | 782      | 51.      | 19–45    | 548   | 62.   | 3:34,52 | 1156  | 41.   | 192      | 956      | 17.      | 14:54,52 | 883   | 58.   | 4325        | 54.      |
| Ricardo Falconi                                   | Egyéni      | 1:33,96  | 980      | 24.      | 20–44    | 575   | 61.   | 3:40,46 | 1112  | 49.   | 182      | 736      | 60.      | 14:44,71 | 913   | 54.   | 4316        | 55.      |
| Gerardo Cortes, Jr.                               | Egyéni      | 1:40,11  | 950      | 31.      | 31–33    | 762   | 30.   | 3:41,34 | 1104  | 51.   | 167      | 406      | 63.      | 14:37,63 | 934   | 52.   | 4156        | 57.      |
| Julio Fuentes Ricardo Falconi Gerardo Cortes, Jr. | Csapat      |          | 2712     | 11.      |          | 1885  | 18.   |         | 3372  | 16.   |          | 2098     | 18.      |          | 2730  | 17.   | 12797       | 18.      |

## Sportlövészet
Nyílt
| Versenyző              | Versenyszám | Selejtező | Selejtező | Döntő | Döntő    |
| Versenyző              | Versenyszám | Pont      | Helyezés  | Pont  | Helyezés |
| ---------------------- | ----------- | --------- | --------- | ----- | -------- |
| Alfonso de Iruarrízaga | Skeet       | 198       | 1.        | 221   |          |

## Vitorlázás
Nyílt
| Versenyző                                      | Versenyszám | Futam | Futam | Futam | Futam | Futam  | Futam | Futam | Pontszám | Helyezés |
| Versenyző                                      | Versenyszám | 1     | 2     | 3     | 4     | 5      | 6     | 7     | Pontszám | Helyezés |
| ---------------------------------------------- | ----------- | ----- | ----- | ----- | ----- | ------ | ----- | ----- | -------- | -------- |
| Germán Schacht Manuel González Rodrigo Zuazola | Soling      | 24,0  | 20,0  | 25,0  | 25,0  | (27,0) | 24,0  | 27,0  | 145,0    | 20.      |